# (200138) 1997 WP18
(200138) 1997 WP18 es un asteroide perteneciente al cinturón de asteroides, descubierto el 23 de noviembre de 1997 por el equipo del Spacewatch desde el Observatorio Nacional de Kitt Peak, Arizona, Estados Unidos.

## Designación y nombre
Designado provisionalmente como 1997 WP18.

## Características orbitales
1997 WP18 está situado a una distancia media del Sol de 2,378 ua, pudiendo alejarse hasta 2,790 ua y acercarse hasta 1,966 ua. Su excentricidad es 0,173 y la inclinación orbital 2,234 grados. Emplea 1339,93 días en completar una órbita alrededor del Sol.

## Características físicas
La magnitud absoluta de 1997 WP18 es 17,3.